# Biserica de lemn din Moisei Susani

Biserica de lemn din Moisei Susani, foto: ca 1880.

Biserica de lemn din Moisei Susani, sau „biserica Vlongenilor”, s-a aflat în partea de sus a satului Moisei din județul Maramureș. Documentele de arhivă indică ridacarea ei după invazia tătară de la 1717. Biserica de lemn a fost surprinsă într-o imagine de epocă, de pe la 1880, care identifică o biserică joasă, cu un acoperiș simplu, caracteristică celor mai vechi biserici din Maramureș.

## Istoric
În Moisei au existat încă din secolul 18 două biserici parohiale, biserica de jos, a familiei nobile Coman, și biserica de sus a familiei nobile Vlonga, cea descrisă aici. În afară de aceste două biserici parohiale, în Moisei a fost fundată în 1672 o mănăstire a Moiseiului, pe Valea Izvorului Negru, care mai dăinuie și astăzi. Vechile biserici parohiale din Moisei au fost aprinse de tătari la 1717, împreună cu tot satul. În locul lor, familiile nobile din Moisei și-au ridicat altele. Pe acestea le-a vizitat epicopul unit, greco-catolic, de Muncaci, Manuel Mihail Olsavszky în 1751. Din descrierea sumară păstrată aflăm că amândouă erau de lemn, acoperite cu draniță și aveau turn cu două clopote. Ele erau binecuvântate de episcopul Maramureșului Dositei Teodorovici (1718-1733) iar antimisele de pe altarele lor erau sfințite de episcopul unit de Muncaci Ghenadie Bizanczy (1716-1733). Într-o conscripție greco-catolică din anul 1774, se afirmă că bisericile parohiale din Moisei erau ridicate din lemn în anii 1720-21, după invazia tătară. Cele două biserici au fost vizitate în 1857 de protopopul greco-catolic de Vișeu, Ioan Mihaly, care le află în ruină, înlocuite fiind de o biserică nouă de zid. Biserica din sus, în Moisei, a dispărut spre sfârșitul secolului 19, nu înainte de a fi surprinsă într-o valoroasă imagine fotografică. Biserica de jos a fost dăruită în aceeași perioadă parohiei Ruscova, unde a dăinuit până în 1954. Lemnele bisericii de jos au fost refolosite la ridicarea unei bisericuțe în cătunul Oblaz, în marginea Ruscovei, unde se păstrează și astăzi.

## Trăsături
Biserica de lemn din Moisei Susani, ctitorită de familia nobilă Vlonga, este cunoscută în principal dintr-o imagine de pe la 1880, publicată de Gabor Várady la începutul secolului 20. Imaginea păstrată dezvăluie în primul rând o biserică cu acoperiș unic, caracteristic celor mai vechi biserici de lemn din Maramureș. În fața intrării exista un pridvor a cărui structură apare afectată de tasări, ceea ce presupune o discontinuitate structurală cu restul bisericii și indică o etapă mai nouă în istoria construcției. Peste tindă apare un turn puternic, potrivit bazei sale, însă nu foarte ridicat peste coama acoperișului, în stilul vechi cunoscut în zonă.
Biserica de lemn din Moisei de sus este relevantă pentru efortul depus de maramureșeni de a-și reface comunitățile după ultima invazie tătară, de la 1717. Biserica nu are aspectul celor bine cunoscute, cu două poale, ci a celor de tradiție veche.